# Virginia Quaresima
Virginia Quaresima (Roma, 16 giugno 1987) è un'ex cestista italiana.

## Carriera
Nella stagione 2004-05 gioca nella Juvenilia Reggio Emilia in Serie A2. La stagione successiva gioca in Serie A2 con il Palestrina Basket Femminile.
Attualmente si è spostata a Brescia ed è stata subito ingaggiata dalle Pink per la stagione 2016-17 nel Lions Basket School.